# New Year's Revolution 2006
New Year's Revolution 2006 è stata la seconda edizione dell'omonimo evento in pay-per-view prodotto dalla World Wrestling Entertainment. L'evento, appartenente al roster di Raw, si è svolto l'8 gennaio 2006 alla Pepsi Arena di Albany.

## Storyline
Nella puntata di Raw del 5 dicembre 2005, Eric Bischoff annunciò che John Cena avrebbe difeso il WWE Championship in un Elimination Chamber match a New Year's Revolution. Il 12 dicembre, si svolsero gli incontri di qualificazione per l'Elimination Chamber match. Kurt Angle si qualificò sconfiggendo Ric Flair, Carlito sconfisse Shelton Benjamin, Shawn Michaels sconfisse Big Show per squalifica, Chris Masters batté Viscera e per ultimo Kane che si qualificò battendo Triple H con l'aiuto del suo compagno di coppia Big Show. Nella puntata di Raw del 26 dicembre, i sei partecipanti competerono in un Beat the Clock Challenge per determinare l'ultimo entrante durante l'Elimination Chamber match. Kane stabilì il miglior tempo generale e, di conseguenza, fu lui ad ottenere il diritto di entrare per ultimo durante il match di New Year's Revolution.
Nella puntata di Raw del 26 novembre 2005, dopo che Triple H si vantò di aver distrutto Ric Flair, Big Show si presentò sul ring e si confrontò con HHH. Nella puntata di Raw del 12 dicembre, Show affrontò Shawn Michaels in un match di qualificazione per l'Elimination Chamber match fino a quando Triple H si presentò con una sedia d'acciaio e colpì Michaels con l'intenzione di far squalificare Show. Show venne squalificato, di fatto Michaels si qualificò all'Elimination Chamber match. Più tardi nella stessa sera, Triple H affrontò il partner di Show, Kane, in un altro incontro di qualificazione all'Elimination Chamber match. Show interruppe il match ed aiutò Kane a battere Triple H. Di conseguenza, venne annunciato che Triple H e Big Show si sarebbero affrontati a New Year's Revolution.
Nella puntata di Raw del 5 dicembre 2005, Edge debuttò con il suo nuovo talk-show, il Cutting Edge. Durante il segmento, Edge e Lita insultarono talmente tanto l'Intercontinental Champion Ric Flair che Sgt. Slaughter e Michael Hayes furono costretti ad interrompere il segmento. Dopo che Slaughter e Hayes arrivarono sul ring, Edge attaccò brutalmente entrambi. In seguito, venne annunciato che Flair avrebbe difeso l'Intercontinental Championship contro Edge a New Year's Revolution.

### Qualificazioni all'Elimination Chamber match
Le qualificazioni all'Elimination Chamber match si sono svolte durante la puntata di Raw del 12 dicembre 2005.
| # | Incontri                                            | Stipulazioni | Durate |
| - | --------------------------------------------------- | ------------ | ------ |
| 1 | Chris Masters ha sconfitto Viscera                  | Single match | 3:07   |
| 2 | Shawn Michaels ha sconfitto Big Show per squalifica | Single match | 5:31   |
| 3 | Carlito ha sconfitto Shelton Benjamin               | Single match | 6:03   |
| 4 | Kurt Angle ha sconfitto Ric Flair                   | Single match | 9:42   |
| 5 | Kane ha sconfitto Triple H                          | Single match | 10:23  |

### Beat the Clock Challenge
Una serie di incontri a tempo si è svolta durante la puntata di Raw del 26 dicembre 2005 per determinare quale tra i partecipanti sarebbe entrato per ultimo nell'Elimination chamber.
| # | Match                                                                | Stipulazioni              | Durata |
| - | -------------------------------------------------------------------- | ------------------------- | ------ |
| 1 | Kane ha sconfitto Antonio e Romeo                                    | Two-on-one handicap match | 0:28   |
| 2 | Carlito ha sconfitto Victoria (con Candice Michelle e Torrie Wilson) | Single match              | 2:36   |
| 3 | Shawn Michaels ha sconfitto Snitsky                                  | Single match              | 5:56   |
| 4 | John Cena ha sconfitto Shelton Benjamin                              | Single match              | 7:20   |
| 5 | Chris Masters vs. Chavo Guerrero è terminato in no-contest           | Single match              | 5:56   |
| 6 | Daivari ha sconfitto Kurt Angle per count-out                        | Single match              | 1:20   |

## Evento
Prima della messa in onda dell'evento, Chavo Guerrero sconfisse Snitsky a Sunday Night Heat.

### Match preliminari
Il primo match dell'evento fu quello valevole per l'Intercontinental Championship tra il campione Ric Flair e lo sfidante Edge (con Lita). Durante il match, Flair tentò di applicare la figure-four leglock su Edge, ma Lita interferì per distrarre Flair. Dato ciò, Flair lasciò la presa su Edge e la applicò sulla stessa Lita. Edge attaccò poi Flair con la sua valigetta del Money in the Bank, facendosi così squalificare dall'arbitro e perdendo il match. Flair vinse dunque l'incontro per la squalifica di Edge e mantenne il titolo intercontinentale.
Il match successivo fu quello per il Women's Championship tra la campionessa Trish Stratus e la sfidante Mickie James. Nel finale, Mickie eseguì la Stratusfaction su Trish per poi tentare il Mick Kick, però Trish schivò la manovra e colpì Mickie con il Chick Kick. Trish schienò poi Mickie per vincere il match e mantenere il titolo femminile.
Il terzo match fu tra Jerry Lawler e Gregory Helms. Durante il match, entrambi si portarono in vantaggio l'uno sull'altro. Nel finale, Lawler eseguì un diving fist drop su Helms per poi schienarlo e vincere il match.
Il match seguente fu tra Triple H e Big Show. Durante la fasi iniziali del match, Big Show dominò Triple H sfruttando la propria stazza e potenza. In seguito, Triple H si portò in controllo della contesa dopo che sbatté il braccio ingessato di Big Show contro un paletto di sostegno del ring. Dopo aver staccato il gesso dal suo braccio, Triple H lanciò Big Show contro dei gradoni d'acciaio per poi tentare di colpirlo con una sedia d'acciaio, ma Big Show contrattaccò colpendo Triple H con una Spear. Dopo che Big Show mise inavvertitamente KO l'arbitro, Triple H tentò di utilizzare lo sledgehammer, però Big Show glielo strappò via dalla mani e ne spezzò in due il manico. Big Show gettò poi Triple H contro dei gradoni, ma quest'ultimo contrattaccò e colpì il braccio infortunato di Big Show con una sedia. Rientrati sul ring, Triple H colpì Big Show al volto con la testa del martello rotto per poi eseguire su di lui il Pedigree. Triple H schienò poi Big Show per vincere il match.
Il quinto match fu tra Shelton Benjamin e Viscera. Nel finale, Momma Benjamin interferì in favore di Shelton colpendo per due volte Viscera con la sua borsa. Shelton eseguì poi un dragon whip su Viscera per poi schienarlo e vincere il match.
Il match che seguì fu il Bra & Panties Gauntlet match tra Ashley Massaro, Candice Michelle, Maria Kanellis, Torrie Wilson e Victoria. Il match iniziò con Maria e Candice. Durante il match, Candice tentò di eseguire una presa di sottomissione alle corde su Maria, però quest'ultima contrattaccò togliendole i pantaloni per eliminarla dal match. In seguito, Torrie si presentò sul ring per fronteggiare Maria, ma anch'essa venne eliminata dopo essere stata spogliata da Maria. Dopo che Victoria eliminò Maria dalla contesa, The Fabulous Moolah e Mae Young fecero un'apparizione a sorpresa ed incominciarono a spogliare Victoria. Nel finale, dopo che Moolah e Young ritornarono nel backstage, Ashley arrivò velocemente sul quadrato per togliere i pantaloni di Victoria e vincere il match.

### Match principali
Il main event fu l'Elimination Chamber match per il WWE Championship tra il campione John Cena e gli sfidanti Carlito, Chris Masters, Kane, Kurt Angle e Shawn Michaels. Il match iniziò con Michaels e Cena. Dopo un batti e ribatti, Carlito entrò per terzo e colpì Cena con un dropkick per poi eseguire un hilo su Michaels sopra le grate esterne della struttura. Dopo che Michaels e Cena eseguirono un double flapjack su Carlito, Angle entrò per quarto. Dopo essere entrato, Angle colpì tutti e tre con uno svariato numero di suplex per poi gettare Michaels sulle grate esterne dopo l'esecuzione di un overhead belly to belly suplex. Angle catapultò poi Michaels contro una parete metallica della struttura per poi lanciarlo attraverso il plexiglas di una cella. In seguito, Angle applicò la Ankle Lock su Carlito, finché Masters non entrò per quinto ed attaccò Angle. Masters dominò il match, finché Angle non lo intrappolò nella Ankle Lock. Tuttavia, Angle lasciò la presa su Masters per applicarla su Cena. Mentre Angle stava applicando la presa di sottomissione su Cena, Michaels sorprese Angle e lo colpì in pieno con la Sweet Chin Music. Michaels schienò poi Angle per eliminarlo dal match. Dopodiché, Kane entrò per sesto ed iniziò a dominare l'incontro colpendo Masters con un big boot per poi eseguire la Chokeslam su Michaels e Cena. Kane tentò poi di eseguire la Chokeslam anche su Carlito, ma quest'ultimo rovesciò la manovra nel Backstabber. Dopo che Carlito e Masters si allearono, Kane si rialzò ed attaccò entrambi. Tuttavia, Kane subì l'inferiorità numerica e fu colpito da una Double DDT da parte di Carlito e Masters, con quest'ultimo che lo eliminò poi dalla contesa. Dopo aver eseguito il diving elbow drop e la Sweet Chin Music ai danni di Cena, Michaels colpì Carlito con un flying forearm smash. Tuttavia, anche Michaels venne attaccato simultaneamente da Masters e Carlito per poi essere eliminato da quest'ultimo dopo l'esecuzione del Caribbean Twist. Masters e Carlito continuarono dunque la loro alleanza lanciando Cena contro una parete metallica della struttura. Masters eseguì poi una DDT su Cena sopra le grate esterne, ferendolo alla testa. Successivamente, Cena ebbe una piccola reazione, ma fu poi colpito da un double suplex di Carlito e Masters. Carlito ordinò poi a Masters di applicare la Masterlock su Cena ma, mentre Masters stava applicando la presa sul campione, Carlito tradì Masters e lo colpì con un low-blow per poi eliminarlo con un roll-up. Pochi istanti dopo, Cena approfittò di un momento di distrazione di Carlito e lo schienò con un roll-up per vincere il match e mantenere il titolo.
Al termine del match, il Chairman della WWE, Mr. McMahon, si presentò sullo stage, annunciando che Edge aveva incassato il contratto del Money in the Bank per un immediato match per il WWE Championship. Edge salì dunque sul ring e colpì Cena con la Spear per poi schienarlo, però il campione si liberò incredibilmente dallo schienamento dopo un conteggio di due. Edge eseguì poi un'altra Spear su Cena e lo schienò per vincere il match e conquistare il titolo per la prima volta in carriera.

## Risultati
| #    | Incontri                                                                             | Stipulazioni                                                                | Durata |
| ---- | ------------------------------------------------------------------------------------ | --------------------------------------------------------------------------- | ------ |
| Heat | Chavo Guerrero ha sconfitto Snitsky                                                  | Single match                                                                | 05:13  |
| 1    | Ric Flair (c) ha sconfitto Edge (con Lita) per squalifica                            | Single match per il WWE Intercontinental Championship                       | 07:17  |
| 2    | Trish Stratus (c) ha sconfitto Mickie James                                          | Single match per il WWE Women's Championship                                | 07:18  |
| 3    | Jerry "The King" Lawler ha sconfitto Gregory Helms                                   | Single match                                                                | 09:32  |
| 4    | Triple H ha sconfitto Big Show                                                       | Single match                                                                | 16:11  |
| 5    | Shelton Benjamin (con Momma Benjamin) ha sconfitto Viscera                           | Single match                                                                | 07:48  |
| 6    | Ashley ha sconfitto Candice Michelle, Maria, Torrie Wilson e Victoria                | Bra and panties gauntlet match                                              | 11:01  |
| 7    | John Cena (c) ha sconfitto Carlito, Chris Masters, Kane, Kurt Angle e Shawn Michaels | Elimination chamber match per il WWE Championship                           | 28:22  |
| 8    | Edge (con Lita) ha sconfitto John Cena (c)                                           | Single match per il WWE Championship Edge ha incassato il Money in the Bank | 01:46  |

### Elimination chamber match
| N° eliminazione | Wrestler       | N° ingresso | Eliminato da            | Metodo di eliminazione | Tempo |
| --------------- | -------------- | ----------- | ----------------------- | ---------------------- | ----- |
| 1°              | Kurt Angle     | 4°          | Shawn Michaels          | Sweet Chin Music       | 13:58 |
| 2°              | Kane           | 6°          | Carlito e Chris Masters | Double DDT             | 19:24 |
| 3°              | Shawn Michaels | 1°          | Carlito                 | Caribbean Twist        | 23:35 |
| 4°              | Chris Masters  | 5°          | Carlito                 | Roll-up                | 28:15 |
| 5°              | Carlito        | 3°          | John Cena               | Roll-up                | 28:22 |
| Vincitore       | John Cena (c)  | 2°          | —                       | —                      | —     |